# Breda Mod. 35
A Mod Breda. 35 é uma granada de mão emitida para o Exército Real Italiano durante a Segunda Guerra Mundial.

## Descrição
Pôsta em serviço em 1935, a Breda Mod. 35, juntamente com a SRCM Mod. 35 e a OTO Mod. 35 representaram a nova geração de granadas de mão com as quais o Exército Real Italiano enfrentou a Segunda Guerra Mundial. É uma granada de mão do tipo ofensiva, composta por corpo cilíndrico de alumínio com as duas extremidades em formato de tronco cônico, pintada de vermelho e carregada com 63 g de TNT-dinitronaftaleno que no momento da explosão projeta estilhaços num raio de 10 m. O dispositivo consiste no transportador de carga, no detonador, na cápsula e no transportador de agulha. Possui dois dispositivos de segurança, um comum composto por uma aba de borracha fixada em uma placa com duas ramificações, e um automático composto por tampa, barra transversal e atraso de fita de latão.
No momento do uso a segurança comum é virada e a granada lançada, a tampa é invertida causando o desenrolamento da fita de atraso, arrastando finalmente a barra transversal para a segurança. Neste momento a bomba está pronta para explodir, assim que a colisão com o solo superar a resistência da mola antagonista, provoca o avanço do pino que atinge a cápsula, desencadeando a explosão.

## Versões
- "guerra": carcaça vermelha.
- "inerte": polida.
- "carga reduzida para treinamento": branca com listra vermelha.
- Breda Mod. 40: diferiu da Mod. 35 para a carga explosiva que é constituída por explosivo autárquico à base de nitrato de amônio, sendo muito higroscópico, está contida em um porta-carga estanque.[1]
- Breda Mod. 40: (não confundir com a anterior) é constituída por uma Mod. 35 normal montada em cima de um cabo de madeira ou baquelite, no estilo das bombas alemãs. O comprimento total da bomba passa então para 241 mm. A trava da tampa é substituída por um balde que, ao soltar a alça, é liberado por uma mola e lançado no ar. A carcaça da bomba finalmente é feita de aço em vez de alumínio. A partir desta versão foi desenvolvida a Breda Mod. 42 anti-tanque.

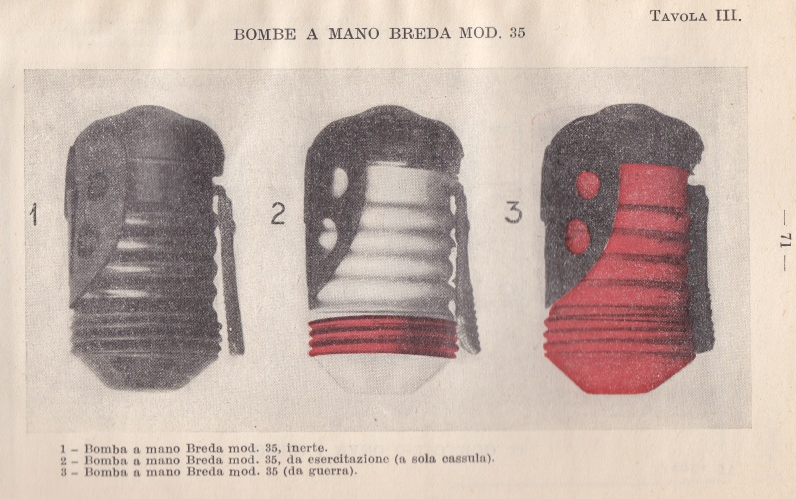
Tabela do manual de campo do Exército Real Italiano
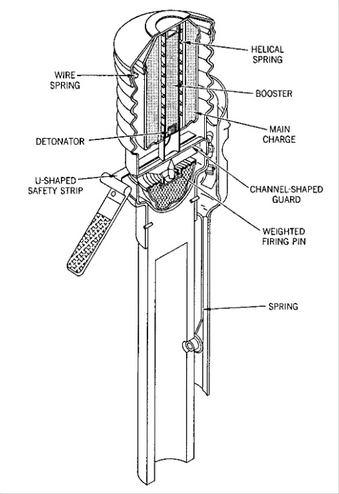
tabela de informações da Breda Mod. 40
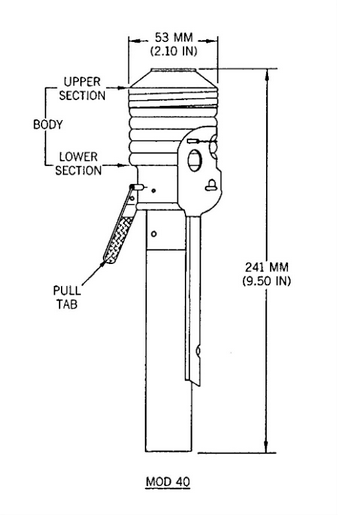
Outra tabela de informações da Breda Mod. 40